# Czarna komedia (film)
Czarna komedia (tytuł oryg. Dancing in September) – amerykański dramat filmowy z 2000 roku, napisany i wyreżyserowany przez Reggiego Rocka Bythewooda.

## Fabuła
Młoda scenarzystka Tomasina 'Tommy' Crawford, podejmuje pracę w hollywoodzkiej sieci telewizyjnej WPX. Wspomina trudne dzieciństwo w Bronksie. 20 lat później Tommy pracuje w Hollywood nad scenariuszem sitcomu ukazującego prawdę o życiu czarnoskórych. Koszmarnym wspomnieniem z dzieciństwa dla George’a Washingtona jest kara wymierzona mu przez matkę: zakaz oglądania telewizji przez miesiąc. George aktualnie jest w WPX producentem. niemal od pierwszego wejrzenia Tomasina i George obdarzają się uczuciem, trudno jednak im się porozumieć.

## Obsada
- Nicole Ari Parker − Tomasina „Tommy” Crawford
- Isaiah Washington − George Washington
- Marcia Cross − Lydia Gleason
- Johnny Messner − oficer Jenkins
- Wren T. Brown − Carlton Tate
- Jay Underwood − Michael Daniels
- Kadeem Hardison − Winston
- Peter Onorati − Mel
- Chi McBride − ochroniarz
- LeVar Burton − on sam
- Gary Dourdan (poza czołówką)

## Nagrody i wyróżnienia
- 2001, Emmy Awards:
  - nominacja do nagrody Emmy w kategorii najlepsza muzyka i tekst utworu (nominowani: Mark Sparks [kompozytor] i Sy Smith [autor tekstu], za piosenkę „Welcome Back [All My Soulmates]”)
- 2001, Humanitas Prize:
  - nominacja do nagrody Humanitas Prize w kategorii Sundance Film Category (Reggie Rock Bythewood)
- 2002, Image Awards:
  - nominacja do nagrody Image w kategorii najlepszy film telewizyjny lub miniserial
  - nominacja do nagrody Image w kategorii najlepszy aktor w filmie telewizyjnym lub miniserialu (Isaiah Washington)
- 2002, Black Reel Awards:
  - nagroda Black Reel w kategorii reżyser filmu telewizyjnego (Reggie Rock Bythewood)
  - nagroda Black Reel w kategorii scenariusz do filmu telewizyjnego (Reggie Rock Bythewood)
  - nominacja do nagrody Black Reel w kategorii film telewizyjny
  - nominacja do nagrody Black Reel w kategorii aktorka w filmie telewizyjnym (Nicole Ari Parker)
  - nominacja do nagrody Black Reel w kategorii aktor drugoplanowy w filmie telewizyjnym (Vicellous Reon Shannon)